# Vnitřek množiny
Vnitřek množiny (anglicky interior) je největší otevřená množina topologického prostoru, kterou daná množina obsahuje. Vnitřek {\displaystyle M} značíme většinou {\displaystyle M^{O}}, občas Int {\displaystyle M}.

## Definice
Sjednocení všech otevřených množin topologického prostoru {\displaystyle X} s topologií {\displaystyle \tau }, které jsou podmnožinou {\displaystyle M}, nazveme vnitřek množiny {\displaystyle M}, značíme {\displaystyle M^{O}}.
{\displaystyle M^{O}=\bigcup \{U\in \tau :U\subseteq M\}}
Ekvivalentně lze definovat vnitřek množiny {\displaystyle M} jako množinu {\displaystyle M^{O}} všech bodů topologického prostoru, které mají nějaké své okolí {\displaystyle U} v {\displaystyle M}.
{\displaystyle M^{O}=\{x\in X:\exists U(x)\subseteq M\}}

## Vlastnosti průniku
Z toho, že sjednocení libovolného počtu otevřených množin je otevřená množina, je i vnitřek množiny otevřená množina. Naopak platí, že množina je otevřená pravě tehdy, když je rovna svému vnitřku.
Vnitřek prázdné množiny je prázdná množina, vnitřek celého {\displaystyle X} je {\displaystyle X}.